# Mira Potkonen
Mira Potkonen (ur. 17 listopada 1980 r. w Heinävesi) – fińska bokserka, dwukrotna brązowa medalistka igrzysk olimpijskich, dwukrotna brązowa medalistka mistrzostw świata, złota medalistka igrzysk europejskich, dwukrotna mistrzyni Europy.

## Kariera
W maju 2016 roku zdobyła srebrny medal na mistrzostwach świata w Astanie w kategorii do 60 kg, przegrywając w półfinale z Rosjanką Anastasiją Bielakową. W sierpniu wzięła udział na igrzyskach olimpijskich w Rio de Janeiro w rywalizacji wagi lekkiej. W walce o finał przegrała z Chinką Yin Junhua, zdobywając brązowy medal. Był to pierwszy medal zdobyty przez reprezentantkę Finlandii w kobiecej odmianie boksu. Pod koniec tego samego roku została wicemistrzynią Europy w Sofii. W finale przegrała z Rosjanką Darją Abramową.
Dwa lata później podczas mistrzostw Europy w Sofii zdobyła złoty medal w kategorii do 60 kg, pokonując niejednogłośnie na punkty w decydującej walce Rosjankę Anastasiję Bielakową.
W czerwcu 2019 roku zdobyła złoty medal igrzysk europejskich w Mińsku. W finale wygrała walkowerem z Irlandką Kellie Harrington, która doznała kontuzji prawego kciuka. Dwa miesiące później obroniła tytuł mistrzyni Europy w Alcobendas, wygrywając w pojedynku o złoty medal z Francuzką Maïvą Hamadouche. W listopadzie tego samego roku zdobyła brązowy medal mistrzostw świata w Ułan Ude po porażce w półfinale z Chinką Wang Cong.